# Municipio de Flint (Dakota del Norte)
El municipio de Flint (en inglés: Flint Township) es un municipio ubicado en el condado de Stutsman en el estado estadounidense de Dakota del Norte. En el año 2010 tenía una población de 40 habitantes y una densidad poblacional de 0,43 personas por km².

## Geografía
El municipio de Flint se encuentra ubicado en las coordenadas 46°56′57″N 99°14′9″O / 46.94917, -99.23583. Según la Oficina del Censo de los Estados Unidos, el municipio tiene una superficie total de 92 km², de la cual 85,18 km² corresponden a tierra firme y (7,42 %) 6,82 km² es agua.

## Demografía
Según el censo de 2010, había 40 personas residiendo en el municipio de Flint. La densidad de población era de 0,43 hab./km². De los 40 habitantes, el municipio de Flint estaba compuesto por el 100 % blancos. Del total de la población el 0 % eran hispanos o latinos de cualquier raza.